# السفارة الأمريكية في السودان
السفارة الأمريكية في السودان هي البعثة الدبلوماسية للولايات المتّحدة الأمريكية إلى السودان.

## البداية
أقامت الولايات المتحدة علاقات دبلوماسية مع السودان منذ عام 1956. بعد استقلال السودان عن الإدارة المشتركة لمصر والمملكة المتحدة، بعدها تم قطع السودان العلاقات الدبلوماسية مع الولايات المتحدة في عام 1967 بعد اندلاع الحرب العربية الإسرائيلية. ثم أعيدت في عام 1972، ثم في عام 1996 اغلقت الولايات المتحدة سفارتها، وتم تصنيف السودان ضمن (قائمة الدول الراعية للإرهاب) بسبب استضافة زعيم تنظيم القاعدة أسامة بن لادن آنذاك، ثم أعيد فتح السفارة الأمريكية مرة ثانية في عام 2002.

## قائمة المبعوثين الأمريكان إلى السودان
| صورة | المبعوث          | الفترة      | الرئيس         |
| ---- | ---------------- | ----------- | -------------- |
|      | جون دانفورث      | 2001-2005   | جورج دبليو بوش |
|      |                  |             |                |
|      | ريتشارد وليامسون | 2008-2009   | جورج دبليو بوش |
|      | سكوت گرشن        | 2009 - 2011 | باراك اوباما   |
|      |                  |             |                |